# 普提亞烏帕齊拉
普提亞乌帕齐拉是孟加拉国拉傑沙希縣的一个乌帕齐拉，位於拉傑沙希专区的拉傑沙希縣。。

## 人口
據1991年孟加拉國人口普查，普提亞共有戶數30,484戶，人口159405人。其中男性佔比51.16%，女性佔比48.84%；成年人口81,679人。該地7歲以上人口之平均識字率為25.5%。